# 盧廷選
盧廷選（1569年—1619年），字铉卿，號真常、贞常。福建興化府莆田县人，明朝政治人物。

## 生平
萬曆十九年（1591年）辛卯科福建鄉試舉人。萬曆二十年（1592年）聯捷壬辰科第二甲第四十名進士，兵部觀政。二十一年授直隸滄州知州。二十七年升工部屯田司员外郎，本年转营缮司郎中。三十年丁外艰归里。守喪期滿，起补原官。万历三十三年十二月（1606年）起升江西南昌府知府。任內始修《南昌府志》。三十六年晋本省按察司副使。萬曆四十年（1612年）二月，转江西布政司左参政。次年考察調簡，因蜚语去官。家居数载，四十四年复起用为湖广布政司左参政兼按察司佥事。萬曆四十七年（1619年）卒于任。

## 著作
著作有《四书质义》，《尚书雅言》6卷，《浴碧堂集》12卷附录1卷及《沧州事迹》1卷等。

## 家族
曾祖盧子駿，寿官；祖父盧□，寿官；父盧希孟。